# Jean de La Fontaine

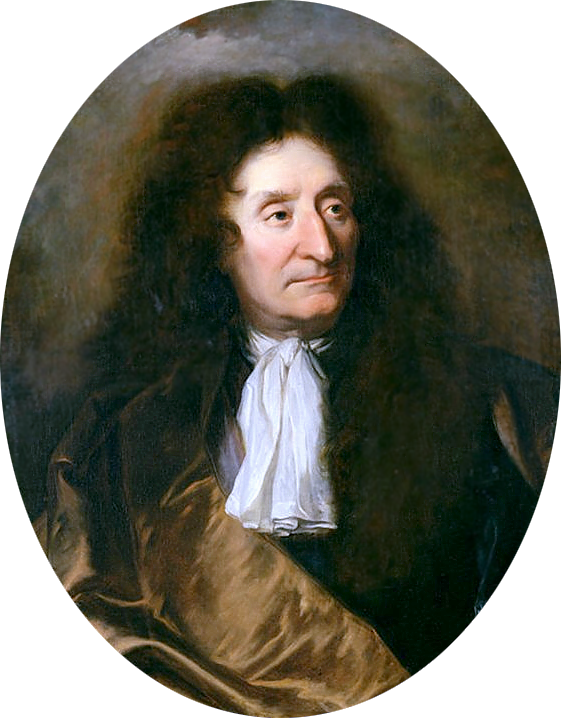
Jean de La Fontaine

Jean de La Fontaine (* 8. Juli 1621 in Château-Thierry; † 13. April 1695 in Paris) war ein französischer Schriftsteller. Er gilt den Franzosen als einer ihrer größten Klassiker und ist mit einigen seiner Fabeln noch heute jedem französischen Schulkind bekannt.
Voltaire schrieb über La Fontaine, dass er zwar kein origineller oder erhabener Schriftsteller sei und dass er einen bemerkenswerten Makel habe, nämlich seine eigene Sprache nicht richtig zu sprechen; aber er sei ein Mann, der in den hervorragenden Stücken, die er hinterlassen hat, einzigartig ist. Sie werden der Nachwelt erhalten bleiben, sie sind für alle Menschen und für alle Zeiten geeignet. Seine Fabeln sind sehr zahlreich und trugen sogar zu der Ausbildung respektabler Persönlichkeiten bei.
La Fontaines Fabeln hatten mehrere Vorzüge gegenüber den lateinischen Texten, die traditionell für den Lese-, Schreib- und Rhetorikunterricht verwendet wurden: Sie sind kurz, kernig, dramatisch und amüsant, voller spannender Handlungen, leicht und unterhaltsam zu lesen und zu rezitieren, und der Rhythmus und die flexible Versform werden als hervorragende Beispiele für Stil und Geschmack bei der Verwendung der Umgangssprache angesehen. In La Fontaines Tierfabeln sind es vielfach die kleinen Kreaturen, aus deren Fehlern der Leser eine Lehre zieht. Die größeren Tiere werden kaum als gute oder bewundernswerte Figuren dargestellt, sondern sind lediglich Symbole der Mächtigen und Reichen. Man hört nie ihre Meinungen oder macht ihre Bekanntschaft. Im Gegensatz dazu sind die Kleinen, wie z. B. der Frosch oder die Ratte, kameradschaftliche, redselige kleine Wesen, mit denen der Leser gut auskommen kann. Sie sind keine bösen Monster oder allegorische Bildnisse der Laster, die man meiden müsste, sondern vielmehr Beispiele dafür, wie leicht es für Unvorsichtige ist, eine Katastrophe auf sich zu ziehen.
Seine Gönnerin Madame de la Sablière, die ihn zwanzig Jahre beherbergt hatte, nannte La Fontaine einen Fabulisten, der Fabeln so natürlich trug, wie ein Pflaumenbaum Pflaumen trägt.

## Leben und Schaffen

### Werdegang
Jean de La Fontaine war Sohn eines bürgerlichen, aber mit seinem Wirken zum niederen Amtsadel zählenden Königlichen Rats sowie Jagd- und Fischereiaufsehers, dessen Amt er 1658 erbte, aber nie regelmäßig ausübte und 1670 verkaufte. 1637 ging er nach Paris, um dort seine Schulzeit abzuschließen.
1641 begann er ein Theologiestudium, verließ aber den Orden schon am Ende der Probezeit 1643. Nach zwei mehr zweckfrei, wenn auch wohl mit viel Lektüre zu Hause in Château-Thierry verbrachten Jahren studierte er von 1645 bis 1647 Jura in Paris.
1647 heiratete er auf Veranlassung seines Vaters die vierzehnjährige Marie Héricart, die ebenfalls aus bürgerlich-amtsadeliger Familie stammte und mit der er 1653 zwar einen Sohn haben sollte, aber offenbar nie eine engere Beziehung pflegte. Das Paar lebte nach der Heirat meist in Paris, im Haus eines Onkels der Ehefrau.
Von einer Berufstätigkeit La Fontaines in dieser Zeit ist nichts bekannt, außer dass er 1659 als zugelassener Anwalt am Obersten Gericht, dem Parlement, erwähnt wurde. Aber auch als Autor war er offenbar nicht sehr aktiv, obwohl er in Literatenkreisen verkehrte. Erhalten geblieben ist jedenfalls nur die 1654 verfasste Übertragung einer Komödie von Terenz.

### Erste Werke
Erst 1658 konnte er ein fertiges eigenes Werk vorlegen, das kleine Epos Adonis, das er dem reichen und mächtigen Finanzminister Nicolas Fouquet widmete, zu dessen prächtigem kleinem Hof er über den Onkel seiner Frau Zugang erhalten hatte. In den nächsten Jahren (1659 bis 1661) schrieb er Gelegenheitsgedichte im Auftrag Fouquets und arbeitete an einem idyllischen Gedicht, Le Songe de Vaux („Der Traum von Vaux“), dessen Schauplatz Fouquets neuerbautes Schloss Vaux-le-Vicomte war. Vermutlich datieren aus dieser Zeit auch schon die ersten der Fabeln, die ihn berühmt machen sollten.
1662 wurde La Fontaine in den Strudel hineingezogen, der um Fouquet entstand, als dieser plötzlich bei Ludwig XIV. in Ungnade fiel und inhaftiert wurde. Nachdem er vergeblich eine Fürbitte-Ode für Fouquet an den König gerichtet hatte, verzog er sich 1663 vorsichtshalber zusammen mit dem sich ebenfalls gefährdet fühlenden Onkel seiner Frau für ein paar Monate nach Limoges. Hier vollendete er die Nouvelles tirées de Boccace et d’Arioste: heiter-galante, manchmal gewagt erotische Verserzählungen nach Novellen von Boccaccio und Ariosto, die er 1664 erscheinen ließ und 1665 und 1666, mehrfach erweitert, als Contes et nouvelles en vers („Verserzählungen und -novellen“) neu auflegte.
Ebenfalls 1664 fand er Anschluss an Marguerite de Lorraine, die Witwe des jüngeren Bruders von Ludwig XIII., Gaston von Orléans. Er wurde von ihr zu einem ihrer gentilshommes ordinaires ernannt (einer Art Edeldomestik) und wohnte bis zu ihrem Tod 1672 im Pariser Palais du Luxembourg – ohne seine Frau, die mitsamt dem Sohn nach Château-Thierry zurückgekehrt war. 1672 wurde er von Mme. de La Sablière aufgenommen, deren Einfluss auf La Fontaine vergleichbar mit dem Fouquets war, jedoch länger dauerte; unter ihrem Dach hatte er seine beste Schaffenszeit. Es ist ziemlich sicher, dass er sie liebte, aber sie war einem minderbegabten Dichter zugetan. Ihre Frömmigkeit bewegte La Fontaine 1673 dazu, das Gedicht De la captivité de Saint Malc (Die Gefangenschaft des Heiligen Malchus – Über den Widerstand des Heiligen gegen die Versuchungen des Fleisches) zu schreiben.

### Zeit der Fabeln
In diesen vom Wirtschaftsaufschwung unter Minister Colbert und von der Offenheit des jungen Ludwig XIV. getragenen Jahren um 1665, die durch die 1667 beginnende, anfangs erfolgreiche Serie von Expansionskriegen (Holländischer Krieg, Pfälzischer Erbfolgekrieg, Französisch-Spanischer Krieg) zunächst noch nicht verdüstert wurden, verfasste La Fontaine in der Hauptsache Fabeln. Die Stoffe und Motive für sie, die zu seinem Hauptwerk werden sollten, bezog er aus vielerlei antiken und zeitgenössischen Quellen. Eine erste Ausgabe in zwei Bänden erschien 1668 unter dem Titel Fables choisies, mises en vers par M. de La Fontaine („Ausgewählte Fabeln, in Versform gebracht von Hr. (Herrn) de La Fontaine“). Sie enthält die meisten seiner heute aus Anthologien bekannten heiter-ironischen Stücke.
1669 erschien sein kleiner Roman Les amours de Psyché et de Cupidon („Die Liebe Psyches und Cupidos“).
1674 schrieb er das Libretto zu der Oper Daphné, die zu vertonen Jean-Baptiste Lully sich weigerte.
1675 bekam er zu spüren, dass der Wind in Frankreich sich zu drehen begann: Eine die gewagten Stücke bevorzugende Auswahl der Contes et nouvelles wurde nach dem Erscheinen verboten. Die 1677 und 1679 gedruckten Bände III und IV der Fabeln zeigen denn auch eine erheblich skeptischere Sicht des Autors von der Welt, insbesondere des Verhältnisses von oben und unten.

### Späte Jahre
1683 inszenierte die junge Comédie-Française sein Stück Le Rendez-vous, das aber nur viermal aufgeführt wurde und nicht erhalten ist. Ebenfalls 1683 wurde La Fontaine in die Académie française gewählt, allerdings bestätigte Ludwig XIV., der inzwischen unter dem Einfluss der fromm gewordenen Madame de Maintenon stand, die Wahl erst nach längerem Zögern. Als 1687 die Querelle des Anciens et des Modernes die Académie spaltete, gehörte La Fontaine zur Partei der „Alten“. Diese vertraten die Ansicht, dass die Kultur der griechisch-römischen Antike unübertroffen sei und bleibe.
1691 versuchte er sich nochmals als Librettist für die von Pascal Collasse vertonte Tragédie lyrique Astrée, die aber ein Misserfolg wurde.
1692 brachte er eine durchgesehene Gesamtausgabe der Fabeln heraus.
Ende 1692 erkrankte La Fontaine schwer und wurde danach fromm. 1693 starb Mme. de La Sablière, die schon vor ihm fromm geworden war. Daraufhin zog er in das Haus eines letzten Gönners, des Bankiers d’Hervart. Hier starb er 1695 im Alter von 73 Jahren, nicht ohne sich vorher öffentlich von seinen ganz unzeitgemäß gewordenen Contes distanziert zu haben.
La Fontaine wurde auf dem Friedhof Cimetière des Innocents beigesetzt. Bei der Aufhebung des Friedhofs wurden die exhumierten Gebeine in die Pariser Katakomben überführt. Das später auf dem Cimetière du Père Lachaise errichtete Ehrengrab mit der Inschrift La Fontaine ist leer.

## Ehrungen
- Nach Jean de La Fontaine wurde der Asteroid (5780) Lafontaine benannt.[9]

## Werke
- Fabeln von La Fontaine

siehe auch: Liste der Fabeln von La Fontaine
- Adonis (1658)
- Élégie aux nymphes de Vaux (1660)
- Contes et nouvelles (1665)
- Fables (Premier Recueil) (1668)
- Amours de Psyché et de Cupidon (1669)
- Recueil de poésies chrétiennes et diverses (1671)
- Poème de la captivité de saint Malc (1673)
- Daphné (1674)

Die im deutschsprachigen Raum bekanntesten Fabeln von La Fontaine sind:
- Die Ameise und die Heuschrecke (auch: Die Grille und die Ameise)
- Der Rabe und der Fuchs
- Die beiden Tauben
- Die zwei Maultiere
- Stadtratte und Landratte
- Der Löwe
- Der Löwe und die Maus
- Die Taube und die Ameise
- Die Katze und die alte Ratte
- Der Hahn und der Fuchs
- Der Fuchs und der Storch
- Die beiden Ziegen
- Die Kutsche und die Fliege
- Der Wolf als Schäfer
- Der Hirtenjunge und der Wolf
- Der Fuchs und die Trauben
- Die ertrunkene Frau

Sammelausgabe in deutscher Übersetzung:
Jean de La Fontaine: Hundert Fabeln, übertragen von Hannelise Hinderberger und N. O. Scarpi, Nachwort von Theophil Spoerri, 100 Illustrationen von Gustave Doré, Manesse Verlag, Zürich 1997, ISBN 3-7175-1238-2

## Literatur

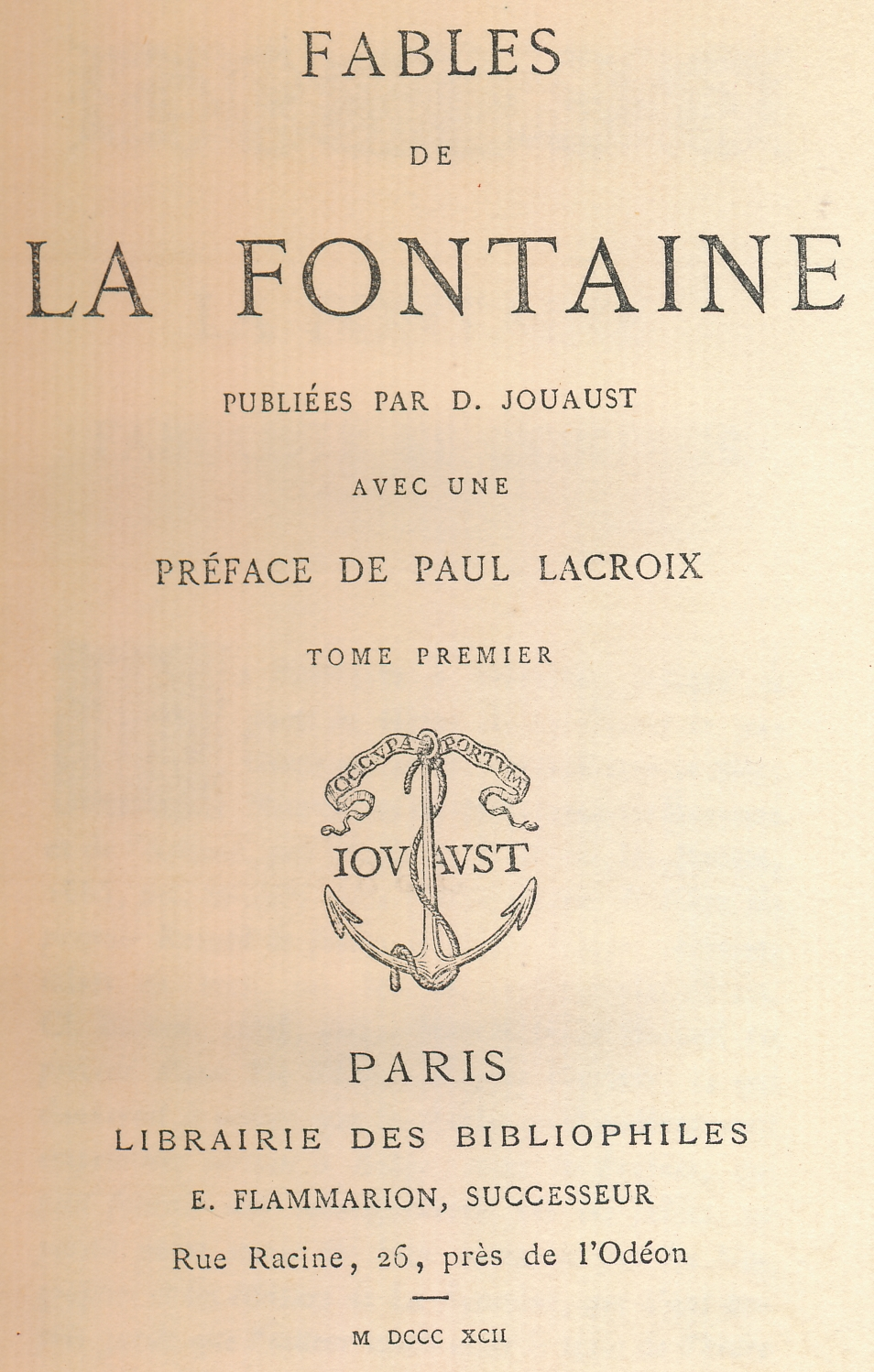
D. Jouaust: Fables de La Fontaine. Tome Premier. Librairie des Bibliophiles, Paris 1892

## Film
- Jean de La Fontaine. Der Mann der Fabeln. Regie: Pascale Bouhénic. Arte, Frankreich, 2020